# 莊組
在漢語音韻學中，莊組，又称照二，是指正齒音（照組）中的二等字聲母：
- 莊母
- 初母
- 崇母
- 生母
- 俟母